# Al-Gharīb
Al-Gharīb (arabisch: الغريب, DMG: al-ġarīb, Plural: الغرباء, al-ġurabāʾ; Deutsch: der Fremde) ist ein islamisches Konzept mit verschiedenen Bedeutungen. Der Begriff geht auf ein Hadīth zurück.

## Ausspruch von Muhammad
Im Werk Sahīh Muslim des islamischen Gelehrten Muslim ibn al-Haddschādsch, welches zu den al-Kutub as-sitta zählt, findet sich der Ausspruch des Propheten Muhammad, auf den das Prinzip des Fremden aufbaut: 
„Der Islam begann als etwas Fremdes und wird als Fremdes zurückkehren, so wie er begann. Und die Seligkeit gehört den Fremden.“ (Badaʾa l-Islām ġarīban wa-sayaʿūdu ġarīban kamā badaʾa fa-ṭūbā li-l-ġurabāʾ.)
Der Islamwissenschaftler und Verfassungsschutzmitarbeiter Behnam T. Said merkt in seiner Dissertation „Hymnen des Jihads“ an, dass der Ausspruch auch bei Abū l-Fidāʾ zu finden ist, dort jedoch nicht von Islam, sondern von dīn die Rede sei.
Die genaue Bedeutung des Inhalts ist laut dem Orientalisten Franz Rosenthal nicht bekannt, auch fehle der Kontext, in welchem der Ausspruch gefallen sein soll. In der islamischen Welt gebe es aber zwei Versionen für diese Bedeutung: zum einen werden darunter diejenigen Muslime verstanden, die die sunna aufrechterhalten, zum anderen bezeichneten sich die Gelehrten selbst als Fremde, da sie als eine Elite das notwendige Wissen bewahren würden. In jedem Fall hat der Inhalt einen eschatologischen Unterton, da die präferierte Rückkehr des wahren Islams am Ende der Zeiten kommen sollte. Laut Ibn al-Athīr seien am Ende die Muslime wieder in der Minderheit, genauso wie es zu Beginn des Islams war. Was den „Segen über die Fremden“ angehe, so meint er, dass dies das Versprechen sei, die Fremden würden für ihre Standhaftigkeit als Belohnung direkt ins Paradies eingehen.
Im Koran taucht der Begriff nicht auf.

## Der Fremde im Mittelalter
Rosenthal beschreibt in seinem Artikel primär Reisende in der islamischen Welt. Er argumentiert, dass im Mittelalter das islamische Denken Gedankengut aus der Antike übernommen hat, weil angenommen wurde, dass es keinen Unterschied mache, wo man stirbt: der Ablauf danach ist überall der gleiche. Teils wurde der Tod in der Fremde sogar zum Märtyrertum aufgewertet, was dem Toten einen direkten Eingang ins Paradies in Aussicht stellte. Rosenthal geht jedoch auch auf die Sufik ein, in der gilt, dass ein wahrer Muslim nur in der immateriellen Welt zu Hause sein könne – im Diesseits ist er ein Fremder. Positive und negative Charaktereigenschaften eines Menschen kämen in dieser Gedankenwelt erst in der Fremde zum Vorschein. Das Leben gilt den Sufis also oft als Reise und so empfehlen sie, dass man sich stets als Fremder zeigen solle.
Mehr aber noch prägte der Gelehrte at-Tauhīdī das Gefühl des Fremdseins. Ein Fremder ist laut ihm jemand, der sich selbst in der Heimat fremd fühlt, dem niemand glaubt und dem man keine Antworten auf seine Fragen gibt. Gott ist dabei der einzige Schutz gegen die Mitmenschen. Der Fremde wird in dieser Definition derjenige, der sein Leben nur noch Gott widmet – und ist damit der Prototyp für einen guten Muslim. Die Seele müsse sich aus dem Diesseits befreien und wieder zu Gott zurückkehren.

### Ibn Qaiyim al-Dschauzīya
Der mittelalterliche islamische Gelehrte Ibn Qaiyim al-Dschauzīya begann das Konzept des al-ġarīb in seinem Werk Madāriǧ as-sālikīn („Stationen der Beschreiter des geistlichen Weges“) auszuarbeiten. Dieses Werk ist ein Kommentar zu den Manāzil sāʾirīn („sämtliche Stationen“) des sufischen Gelehrten Abu Ismāʿil ʿAbdallāh al-Harawī al-Ansarī (starb 1089). ʿAbdallāh al-Ansarī beschäftigt sich in seinem Werk mit den 100 Stationen, die ein Sufi auf seiner Reise durchleben muss, bevor er die höchste Stufe erreichen kann. Jede dieser 100 Stationen ist wiederum in drei Subkategorien unterteilt: der Novize (al-ʿāmma), die Elite (al-chāssa) und die Elite der Elite (chāssat al-chāssa). Das Besondere an diesem Werk ist die Anwendung der sufischen Dreiteilung auf jede Station.
Ibn Qaiyim al-Dschauzīya kommentiert ʿAbdallāh al-Ansarīs Werk, um dessen Annahme zu widerlegen, dass jede Station – auch die Liebe zu Gott – fehlerhaft sei. Die Ausnahme stellte dabei die Stufe des Tauhīd, welche die bei ʿAbdallāh al-Ansarī nicht wie üblich den islamischen Monotheismus darstellt, sondern die Vernichtungsunion („annihilative union“). ʿAbdallāh al-Ansarī bezeichnete damit die Zerstörung des eigenen Selbst, welches dann in eine Einheit mit Gott trete. Ibn Qaiyim al-Dschauzīyas wichtigste Botschaft hingegen ist die, dass Gott ein aktives Medium sei, welches den Menschen durch sein Leben führe und letzterer nicht nur passiver Rezipient von Gottes Botschaften sei. Was nun die Fremde angeht, ihr widmet Ibn Qaiyim al-Dschauzīya ein ganzes Kapitel.
Ibn Qaiyim al-Dschauzīya knüpft an die mittelalterliche Vorstellung von der Fremde im Diesseits an und zitiert Muhammad, der die Muslime aufgefordert haben soll, in dieser Welt wie Fremde zu sein. Diese Fremdheit jedoch, so Ibn Qaiyim al-Dschauzīya, wird zu einem guten Ende gelangen.

### Weitere Werke
Zwei weitere wichtige Werke über dieses Konzept im Mittelalter sind das Kitāb al-ġurabāʾ („Das Buch der Fremden“) des schafiitischen Gelehrten Abū Bakr Ayurī (starb 970), der darin den Ausspruch des Propheten Muhammad behandelt, und das Kitāb adab al-ġurabāʾ („Buch vom Schrifttum der Fremden“) von Abū l-Faraǧ al-Isfahānī (967), der darin ein Gefühl von Nostalgie beschreibt.

## Die Fremden der Schiiten
Abgesehen vom sunnitischen Islam gibt es auch in der schiitischen Ausprägung das Konzept des Fremden. Hier werden Husain und ʿAlī Rezā als gharīb al-ghurabāʾ (der Fremde der Fremden) bezeichnet. Die Bezeichnung soll auf Muhammad al-Mahdī zurückgehen, der sie auf Husain und ʿAlī Rezā angewendet haben soll.
Die iranische Website mastoor.ir geht in einem Artikel der Frage nach, warum man ʿAlī Rezā als Fremden bezeichnet. Eingangs beschreibt der Autor die zwei Eigenschaften eines Fremden:
1. Jemand, der weit entfernt von seiner Familie, seiner Heimat und seiner Stadt ist.
2. Jemand, der wenig Gefährten und Freunde hat.

Anhand dieser Beschreibung lasse sich somit feststellen, dass einige Imame fremd wären, während andere noch fremder wären. Allerdings wäre wohl niemand so fremd wie ʿAlī Rezā gewesen, weshalb er der gharīb al-ghurabāʾ sei – der Fremde der Fremden. Bereits in seinen Träumen sei ihm dieses Fremdsein vor Augen geführt worden. Die anderen zwölf Emāme hätten ihn als Fremden gekannt. ʿAlī Rezā selbst soll gesagt haben, dass der schlechteste Mensch Gottes mit Gift einen Shahīd aus ihm machen wolle und ihn fern von seiner Heimat und Freunden in fremden Geländen begraben wolle. Deswegen würde jedem, der zu ihm in diese Fremde pilgere, dies durch Gott mit 100.000 Schahīd-Taten, 100.000 Freundes-Taten, 100.000 Haddsch- und ʿUmra-Reisen, 100.000 Dschihād-Teilnahmen verbuchen. Zudem würde derjenige, der die Pilgerreise in die Fremde unternehme, Gottes und ʿAlī Rezās Freund im Paradies. Ein Grund, warum er als Fremder bezeichnet wird, ist, dass er sich von Medina und Mekka verabschiedet hatte und immer weiter weg von seiner Heimat ging. In seinen Träumen soll ihm eine Zeit erschienen sein, in welcher er notgedrungen von Medina in Richtung Chorāsān aufbrechen wolle, um laut zu weinen. Dort soll er nach eigener Aussage in der Fremde ein Shahīd werden wollen. Vor seiner Abreise soll er seiner Familie gesagt haben, dass er nicht wieder zurückkehren werde.

## Adaption im Salafismus
In der salafistischen Szene ist das Konzept des Fremden weit verbreitet, was unter anderem ein bekanntes Naschīd verdeutlicht. Aber auch Jihadisten wie Abū Musʿab az-Zarqāwī gaben sich den Kampfnamen „al-Gharīb“. Neben der aktiven Rolle des Fremden, die sich in Gewalt äußert, propagieren manche Salafisten aber auch eine passive Rolle, die zur Erduldung des Schicksals und Opferbereitschaft aufruft. Das „Fremdsein“ ist also auch in der salafistischen Szene ein emotionaler Zustand.

### Naschīd
Einer der berühmtesten Naschīds salafistisch orientierter Islamisten trägt den Namen Ghuraba. Behnam T. Said hat in seiner Dissertation zu den „Hymnen des Jihads“ ebendiesen Naschīd analysiert. Ein Befund davon ist, dass das Gedicht selbst „in einem dimetrischen Ramal verfasst“ wurde und somit „den Anforderungen der klassischen Dichtung“ entspricht. Eine erste Videoaufnahme einer Performance des Liedes wurde zum ersten Mal im Zuge der Prozesse gegen die Terrorgruppe al-Dschihād in den frühen 1990ern, die eine Folge der Ermordung des ägyptischen Präsidenten Anwar as-Sādāt waren, festgestellt. Laut Said wurde in vielen Foren der islamistischen Szene die Behauptung aufgestellt, dass der Muslimbruder Sayyid Qutb den Text geschrieben hatte. Diese Behauptung kann weder ausgeschlossen noch bestätigt werden. Jedoch weist Said auf seine Korrespondenz mit dem Islamwissenschaftler Bernard Haykel hin, welcher der Ansicht sei, dass wichtig sei, was Islamisten glauben – nämlich, dass der Text von Sayyid Qutb verfasst wurde.
Der Vortrag des Naschīds wurde auf Video aufgenommen und ist auf Youtube mit deutschen Untertiteln verfügbar. Jedoch heißt es im Video fälschlicherweise, dass der Gefangene während der Prozesse gegen die Muslimbruderschaft zu singen begann. Said konnte nachweisen, dass dies eine weit verbreitete falsche Information sei.
Said analysierte das Naschīd zudem in der Verwendung von den Terrorgruppen al-Qāʾida und Islamische Bewegung Usbekistan. In beiden Videos werden Kämpfer in ihrem Alltag gezeigt und Kämpfe glorifiziert. Des Weiteren gibt es eine Aufnahme aus einem marokkanischen Gefängnis, die Said für authentisch hält, und die wohl im Rahmen einer konkreten Protestaktion mit politischen Forderung entstand. Der bekannte deutsche Dschihadist Denis Cuspert hat das Naschīd ebenfalls gesungen, was Said jedoch als die qualitativ schlechteste aller Versionen einstuft.

### Araber-Afghanen
Die sogenannten Araber-Afghanen, also diejenigen arabischen Kämpfer, die während des Krieges zwischen den Mudschahidūn und der UdSSR in Afghanistan kämpften und teils danach dort noch verweilten, bezeichneten sich oft als Fremde. Es gab kurzzeitig offenbar sogar eine Einheit mit dem Namen kātibat al-ġurabāʾ („Die Brigade der Fremden“), die in den 1980ern von ʿAbdallāh ʿAzzām ins Leben gerufen wurde. Abū Musʿab as-Surī, ein bekannter syrischer Dschihadist in Afghanistan, hat im Frühjahr 2000 dann ein Trainingscamp mit dem Namen „Das Camp der Fremden“ (muʿaskar al-ġurabāʾ) gegründet. Hier geht es laut der Terrorismus-Forscherin Brynjar Lia eindeutig um eschatologische Erwartungen, da dies im Salafismus auch mit dem Begriff „die errettete Sekte“ (al-firqa an-naǧīya) in Beziehung gebracht wird. Letzteres bezieht sich auf die Gruppe von Menschen, die am Tag des Jüngsten Gerichts gerettet werden. As-Surī selbst beschreibt das Camp zum einen mit Beziehungen zu den Talibān, zum anderen als einen Ort ideologischer, religiöser und politischer Bildung und Ausbildungslager, was in seinen Augen den Araber-Afghanen lange fehlte. Das Camp befand sich auf der Kargha Militärbasis außerhalb Kabuls. Nicht mehr als 20–30 dauerhafte Kämpfer waren in dem Camp, wobei die Zahlen stets variierten. Beziehungen zu Usāma ibn Lādin wurden nicht unterhalten.

### Anwar al-ʿAwlaqī
Der US-stämmige al-Qaida-Ideologe Anwar al-ʿAwlaqī entwickelte die Idee des Fremden weiter. Er schrieb, man müsse alles außer Gott ablehnen und in der eigenen gewohnten Umgebung fremd werden. Erst dann ist man Gott nahe. Anwar al-ʿAwlaqī übersetzte einen Teil des Werkes von Ibn Qaiyim al-Dschauzīya. Im Kommentar zur Übersetzung schreibt er, dass er während seiner Zeit im Gefängnis Standhaftigkeit brauchte und deshalb beschloss, madāriǧ as-sālikīn zu lesen. Sobald er von den Gefängniswärtern die Erlaubnis zum Lesen erhielt, bestellte er dieses Werk. Er merkt an, dass er dieses „eloquente“ Arabisch von Ibn Qaiyim al-Dschauzīya keinesfalls adäquat in gutes Englisch übersetzen könne.
Nichtsdestotrotz hat er einen Teil kommentiert übersetzt: die Stationen der Buße, der Angst, Firasa (visueller Scharfsinn, Wahrnehmung und Einsicht), Ruhe, Muraqaba (das Wissen, dass Gott jeden Menschen bewacht), Tauba, Gottesliebe, das Zurückrufen des menschlichen Schicksals im Jenseits, das unvermeidbare Obstakel und die Fremdheit. Fremd würde man jedoch nur in der eigenen Gesellschaft werden, da man sein eigenes Leben ganz und gar Gott widmen würde. Man würde unter Ungläubigen als jemand leben, der Gottes Gebote noch aufrecht halten würde. Diese Fremdheit resultiere dabei aber keineswegs in Einsamkeit für denjenigen, der fremd ist. Im Gegenteil, da diese Person enger mit Gott in Verbindung stehen würde, wäre er glücklich.

### Globale Islamische Medienfront
Das Publikationsorgan GIMF (Globale Islamische Medienfront) der Terrororganisation Millatu Ibrahim benutzte den Begriff „al-Ghuraba'“ auffallend oft. Mohamed Mahmoud (der selbst u. a. das Pseudonym Abu Usama Al-Gharib führt) publizierte ein Pamphlet mit dem Titel „Wer sind die al-Ghurabaʾ?“. Darin beschreibt er die Fremden als diejenigen, die all das hassen, was vom Islam abweicht und deren Gegner Nicht-Muslime und „sogenannte Muslime“ – welche als munāfiqūn und fāsiqūn verunglimpft werden – sind. Wahre Muslime dagegen sind Leute des haqq (Wahrheit), des tauhīd (Monotheismus) und von al-walāʾ wa-l-barāʾ (Loyalität und Lossagung). Ein Fremder müsse sich von allem anderem bis auf den Islam lossagen.
Zudem gibt es im Internet ein Video von Mohamed Mahmoud, in welchem er über das Prinzip des „Fremden“ redet und welches ebenfalls mit dem Naschīd unterlegt ist. Zu Beginn des Vortrags behauptet Mahmoud, dass Muhammad anfangs in Mekka ebenfalls als Hassprediger wahrgenommen wurde. Viele Menschen könnten es einfach nicht verstehen, dass Muhammad trotz Folter mit der Verbreitung seiner Botschaft weitermachte. Des Weiteren kritisiert er alle Menschen, die solche wie ihn nicht verstünden. All diejenigen, die derzeit Herrscher zu Muslimen erklärten, seien verrückt. Demnach gebe es kaum noch wahre Muslime auf der Welt. Am Ende ruft er Gott dazu auf, die USA und jegliche mit ihnen Verbündeten zu vernichten. Auch darin zeigt sich die eigene Wahrnehmung als Fremde in einer Welt, die vom Wege Gottes abgekommen sei. Wahre Muslime seien in der Minderheit – der Islam also fremd.

### IS-Organisation
Die Medienstelle Al Ghuraba Media der Terrororganisation 'Islamischer Staat' publiziert regelmäßig arabische Pamphlete, die oft auch ins Deutsche übersetzt werden.